# 131. vestlige længdekreds
Den 131. vestlige længdekreds (eller 131 grader vestlig længde) er en længdekreds, der ligger 131 grader vest for nulmeridianen. Den løber gennem Ishavet, Nordamerika, Stillehavet, det Sydlige Ishav og Antarktis.